# Provident México
Provident México es una compañía internacional que pertenece a la empresa International Personal Finance, especializada en ofrecer préstamos personales a domicilio, principalmente a clientes no bancarizados o aquellos que no tienen fácil acceso a servicios bancarios tradicionales. Desde su establecimiento en México en el año 2003, Provident ha enfocado sus operaciones en brindar opciones de financiamiento a sectores marginados, con la promesa de un servicio transparente y ético.

## Historia
International Personal Finance, fundado en 1880 con sede en el Reino Unido, ha operado por más de un siglo y actualmente tiene presencia en Polonia, República Checa, Hungría, Rumania, España, Estonia, Letonia, Lituania, Australia y México. Al identificar una oportunidad en el mercado mexicano para ofrecer soluciones financieras a aquellos excluidos del sistema bancario tradicional, se decidió inaugurar Provident México en 2003. Desde su inicio, la compañía ha buscado adaptarse a las necesidades y realidades del mercado mexicano, ofreciendo préstamos personales flexibles y adaptados a las condiciones locales.

### Modelo de negocio
A diferencia de las instituciones financieras convencionales, Provident México opta por un enfoque más personalizado a través de un servicio a domicilio para sus clientes. La empresa ofrece una atención más cercana y adaptada a las necesidades de cada solicitante.

### Impacto Social y Contribución Económica
Al dirigirse principalmente a segmentos no bancarizados de la población, Provident México juega un papel crucial en mejorar la inclusión financiera en el país. Al proporcionar acceso a préstamos personales y la educación financiera, muchas familias han podido emprender pequeños negocios, solventar emergencias o simplemente manejar mejor sus finanzas.

## Críticas y controversias
Como cualquier entidad prestamista, Provident México no ha estado exenta de críticas, pues a lo largo de los años ha enfrentado cuestionamientos sobre sus tasas de interés. Sin embargo, la empresa ha mostrado compromiso en abordar estas inquietudes y mejorar en beneficio de sus clientes.